# 로저 무어 (1900년생 배우)
로저 무어(영어: Roger Moore, 1900년 9월 21일 ~ 1999년 3월 24일)은 미국의 배우이다.

## 출연 작품

### 영화
- 《팻과 마이크》 (1952년)
- 《배드 앤 뷰티》 (1952년)
- 《이츠 어 빅 컨트리》 (1951년)
- 《톨 타겟》 (1951년)
- 《스트립》 (1951년)
- 《이스트 사이드, 웨스트 사이드》 (1949년) - 리포터 앳 에어포트 역
- 《애니 넘버 캔 플레이》 (1949년)
- 《바클레이스 오브 브로드웨이》 (1949년)
- 《홈커밍》 (1948년) - 닥터 역
- 《럭셔리 라이너》 (1948년)
- 《미트 더 피플》 (1944년)
- 《아이 두드 잇》 (1943년)
- 《걸 크레이지》 (1943년)
- 《파나마 해티》 (1942년)
- 《언홀리 파트너스》 (1941년)